# ジャレッド・エラリオ
ジャレッド・エラリオ（Jared Elario 1988年10月14日 - ）は南アフリカ共和国出身の野球選手。現在は国内リーグのBothasig Chukker Roadでプレーしている。

## 経歴
2006年に、第1回WBCで大会最年少の17歳・現役高校生として南アフリカ代表に選出された。制球力に不安を残すも力強い直球が持ち味で、初登板のカナダ戦では3失点を喫し敗戦投手になるもアメリカ戦で1イニング無失点の好投を見せた。
2007年のMLBヨーロッパベースボールアカデミーに参加している。
2009年にも第2回WBCで南アフリカ代表に選出された。メキシコ戦に登板したが、1イニング4失点と打ち込まれてしまった。
2012年にも、第3回WBC予選の南アフリカ代表に選出された。